# Négrette
La négrette es una uva tinta de vino que crece sobre todo en el suroeste de Francia, en la región entre Albi y Toulouse. Es una descendiente directa de un ejesqueje de la mavro, que es una variedad muy extendida en la isla de Chipre.

## Regiones vinícolas
La principal Appellation d'Originé Controlée (AOC) que usa esta variedad, Côtes du Frontonnais (para vino tinto y rosado), requiere que el vino de mezcla debe contener entre un 50 y un 70% de négrette. El resto, entre un 50 y un 30%, debe ser a base de cabernet franc y cabernet sauvignon (máximo un 25% juntas), côt (máximo un 25%), fer (máximo un 25%), syrah (máximo un 25%), cinsault, gamay, mauzac (una uva blanca), merille (máximo un 15%). Se deben usar, al menos, tres variedades de uva.

## Vinos
Los vinos hechos de esta uva tienden a mostrar versatilidad, porque son capaces de envejecer moderamente bien y también se pueden tomar jóvenes. En California, la vid ha sido conocida como pinot St-George hasta 1977, cuando BATF ordenó que no se le llamara así.
En los Fiefs Vendeens del valle del Loira, la négrette se puede llamar gaoutant. Las plantaciones de esta vid han decaído a lo largo del siglo XX debido a su susceptibilidad al oídio y a la pudrición gris.

## Sinónimos
La négrette también es conocida con los siguientes sinónimos: Bourgogne, Cahors, cap de more, chalosse noire, couporel, dégoûtant, folle noire, morelet, morillon, mourelet, mourrelet, négralet, negraou, négret, négret de gaillac, négret du tarn, négrette de fronton, négrette de longages, négrette de Nice, négrette de Rabastens, négrette de Villaudric, négrette de Villemur, négrette entière, négrette poujut, negretto, noirien, petit négret, petite négrette, petit noir, petit noir de Charentes, petit noir de Fronton, pinot Saint Georges, pinot St. George, ragoûtant, saintongeais, vesparo noir y Villemur.